# Opera lui George Călinescu
Opera lui G. Călinescu cuprinde o retrospectivă a lucrărilor de critică, eseistică, istorie literară, estetică și beletristică ale lui George Călinescu (1899-1965). 

## Istoricul literar

### Istoria literaturii române de la origini până în prezent
Monumentala sa lucrare, Istoria literaturii române de la origini până în prezent (1941), măsurând exact 948 de pagini "in quarto", urmărește, într-o viziune declarat impresionistă, apropiată de ideile programatice din Estetica lui Benedetto Croce, care nu exclude însă studiul sistematic, academizant, erudit, evoluția fenomenului literar românesc, integrat în fiecare clipă într-un context  ceva mai larg, cel al literaturii universale, cu scăpărătoare caracterizări de autori și descrieri remarcabile ale unor opere literare. Istoria sa constituie și azi scheletul oricărui curs de istorie a literaturii române, deși pe unele perioade, alte istorii literare o depășesc în exactitate. S-a spus despre aceasta istorie literară, unică în Europa, în genul ei, că e un veritabil roman critic, luându-se în considerare portretele fiecărui scriitor în parte, care pot fi opera unui mare romancier. Opera lui Călinescu, pornește de la primele atestări documentare în limba română, de la Scrisoarea lui Neacșu din Câmpulung și ajunge în epoca imediat contemporană autorului, adică în epoca interbelică.
Opera lui George Călinescu nu avea practic un model european, există foarte puține asemenea opere de sinteză, o istorie a literaturii engleze Histoire de la littérature anglaise (1864) scrisă de Hypolitte Taine, și una a literaturii franceze cu ilustrații a lui Gustave Lanson. Călinescu a combinat cele două surse și a obținut un hibrid extrem de interesant. Cu mențiunea că nici o istorie literară europeană de autor nu-și propunea acest obiectiv extrem de ambițios de a duce istoria literaturii de la origini până în prezentul momentului scrierii ei. Evident G. Călinescu a avut avantajul unei relative scurtimi a istoriei literaturii române, care explodează la noi după revoluția pașoptistă.
Titlurile capitolelor au de obicei o valoare simbolică și au devenit chei ale înțelegerii literaturii române. Fiecare articol este ilustrat cu fotografia autorului, și cu diverse documente de epocă. Cum era firesc cu cât se depărtează de prezent criticul este tot mai puțin subiectiv, iar capitolul cel mai interesant este consacrat literaturii vechi, citită prin grila literaturii contemporane, într-o lectură inversă. Fiecare scriitor în parte se bucură de o fișă biografică, inserată de obicei la început, și în cazul scriitorilor contemporani există un portret literar, care i-a îndreptățit pe unii critici să afirme că Istoria lui G. Călinescu este de fapt un "roman critic". Ediția princeps a fost publicată în anul 1941 la Editura Fundațiilor Regale, autorul a început lucrul la ea în 1936, dar cea mai mare parte a timpului și-a consumat-o cu corectura uriașei bibliografii anexată la sfârșitul cărții și a legendelor tuturor fotografiilor. Prețul era colosal, o mie de lei, din acest motiv la scurtă vreme a fost însoțită de publicarea unei sinteze, o ediție populară, prescurtată, "Compendiul", adresat elevilor. Multă vreme studenții de la Litere nu au avut acces la această carte monumentală, mai exact până în anul 1985 când la editura Minerva apare ediția a doua revăzută și adăugită de profesorul Alexandru Piru.
Capitolele cele mai subiective sunt cele consacrate scriitorilor contemporani. Camil Petrescu, Mihail Sebastian sau Mircea Eliade s-au plâns în jurnalele lor intime sau în diferite recenzii de această subiectivitate excesivă, perfect conștienți că va dura mult timp până când statura lor va fi reconsiderată de urmași. De multe ori în cărțile care conțin analize ale operei unor mari scriitori interbelici influența chiar subconștientă a geniului călinescian îi împiedică pe criticii literari contemporani să aibă păreri personale, originale. Din acest motiv criticii tineri au "denunțat" această influență călinesciană și au cerut renunțarea la canonul călinescian, operație extrem de dificilă. prestigiul lui George Călinescu în mediul școlar sau universitar, în configurarea curiculei după care se studiază literatura română este vizibil cu ochiul liber atunci când răsfoiești orice manual școlar sau marea majoritate a cursurilor universitare. Mult așteptată în mediile literare este istoria critică a literaturii române, cea de-a doua istorie literară de la origini până în prezent, la care lucrează acum profesorul Nicolae Manolescu.

## Criticul literar

### Viața lui Mihai Eminescu
Biografia lui Mihai Eminescu, evident romanțată a adus suficient de multe documente noi și inedite, dar acestea sunt prezentate într-o montură nobilă, amestecând stilul biografiei clasice, a biografismului de tip Saint-Beuve cu detectivismul "sursologilor" de care autorul râdea într-un eseu celebru. E o biografie romanțață, cu multe accente de melodramă, iar elementul biografic este permanent ilustrat cu ajutorul citatelor din operă. Capitolele cărții urmăresc cronologic destinul poetului, de real interes fiind capitolele studenției la Viena sau Berlin, capitolul "Eminescu și dragostea" și mai ales cel consacrat perioadei finale, a agoniei și morții. Volumul e un model pentru orice critic literar care scrie o biografie și a avut o influență considerabilă asupra altor biografi, vezi biografia lui Alexandru Macedonski de Adrian Marino etc.

### Opera lui Mihai Eminescu
Operă fundamentală a istoriei literaturii române, studiu de mare amploare critică, greu de ignorat, o adevărată bornă în istoria eminescologiei noastre. Structurat în ediția princeps în cinci volume, editate de Alexandru Rosetti la editura cea mai prestigioasă din epoca interbelică, Editura Fundațiilor Regale Carol al II lea, cartea reprezintă cea mai completă a universului eminescian, de la cel liric, la teatru, proză sau publicistica literară sau politică. Primul volum conține o descriere exhaustivă a operei, cel de-a doilea conține izvoarele filosofice și culturale în capitolul Eminescu în timp și spațiu, un al treilea capitol intitulat Filosofia teoretică trece în revistă apoi următoarele se ocupă de filosofia practică, de o trecere în revistă a temelor romantice, și de cadrul psihic și de cel fizic al operei sale. Ultimele două volume se referă la modalitățile artistice și la figurile de stil prin care aceste teme și motive iau ființă în opera poetului național. Astfel în Tehnica interioară sunt inventariate modalitățile estetice prin care elementele de decor pot fi internalizate, în timp ce în Tehnica interioară sunt evidențiate elementele de sintaxă, abaterile morfologice sau lexicale și prozodice specifice idiolectului eminescian.

### Viața lui Ion Creangă
Dacă în ediția I criticul se ocupă exclusiv de biografia marelui povestitor din Humulești, în ediția a doua, din 1964, la volumul inițial se adaugă vaste considerații asupra operei. Contrazicând opinia că Ion Creangă ar fi un simplu autor popular, criticul compară opera sa cu opere clasice ale literaturii universale, cu texte scrise de Rabelais, Anatole France, Charles Perrault, etc. În aceeași perioadă criticul va da un studiu separat despre Estetica basmului, prima tentativă de sistematizare de la noi a unei bibliografii uriașe, un studiu foarte util pentru folcloriști.

### Nicolae Filimon
Monografia consacrată operei sau biografiei lui Nicolae Filimon aduce la suprafață atît elementele operei, privite în paralel cu textele literare propriu zise, fiind un titlu de referință în exegeza lui Filimon.

## Esteticianul

### Principii de estetică
(1939)

### Universul poeziei
Inițial acest volum conținea prelegerile pe care profesorul G. Călinescu le-a ținut studenților săi la Facultatea de Litere a Universității din Iași în cadrul unui curs de Estetică. Volumul a fost publicat în 1947, apoi a fost reeditat de criticul Alexandru Piru, unul din asistenții lui G. Călinescu la Facultatea de Litere din București. Eseul, pornește de la prejudecata modernistă că dintre materii catifeaua este cea care merită să fie reabilitată și constituie prima încercare de fenomenologie a fenomenului poetic tratând toate materiile sau obiectele care pot fi întâlnite în poezii, de la obiectele decorative la cele metafizice(îngeri, demoni) etc. Evident, acest eseu are drept aplicație poetică primul volum de versuri intitulat chiar Laudă lucrurilor.

## Romancierul
Scrie romane de tip balzacian (cu intenție polemică evidentă), obiective, la persoana a treia, denumite dorice în terminologia lui Nicolae Manolescu din studiul acestuia despre romanul românesc, Arca lui Noe, începând de obicei cu descrierea decorului caselor, unde are loc acțiunea romanului. Primul său roman, "Enigma Otiliei", narează povestea de dragoste nefericită, dintre Felix și Otilia, "Cartea nunții" este un eseu sub forma unui roman despre căsătorie, Bietul Ioanide, și apoi Scrinul negru au în centru figura unor intelectuali (arhitectul Ioanide în Bietul Ioanide și apoi și în Scrinul negru), iar acțiunea lor are în perioada interbelică și imediat dupa aceasta, in epoca Republicii Populare Române.
Titlul romanului Scrinul negru provine de la un obiect de mobilier real, un scrin de culoare neagră, care i-a aparținut lui Călinescu.

### Cartea nunții
Romanul publicat în 1933 a fost o tentativă a autorului de a scrie un roman liric, pornind de la modelul grecesc al romanului lui Longus, "Dafnis și Chloe". Criticii interbelici au remarcat la unison schematismul său, absența analizei psihologice, descrierea "casei cu molii", dar și tinerețea eroilor Jim, Vera și Bobby...

### Enigma Otiliei
Cel de-al doilea roman scris de Călinescu a apărut în anul 1938. Titlul inițial al romanului era Părinții Otiliei, iar titlul a fost ulterior schimbat în Enigma Otiliei. E un roman realist tipic, care își deschide acțiunea cu descrierea casei lui Moș Costache. Personajele sunt tipuri, cel mai pregnant este portretul lui Stănică Rațiu, înrudit cu Cațavencu și cu Dinu Păturică, un arivist tipic. Pe lângă cuplul Felix și Otilia, atrag atenția Pascalopol, dar și Aurica, Titi, Aglae și ceilalți membri ai familiei, care au fiecare câte o manie sau o ciudățenie. Episodul morții lui moș Costache Giurgiuveanu deși ar trebui să fie unul tragic este împins de ironia și umorul negru călinescian înspre tragicomic.

### Bietul Ioanide
Bietul Ioanide este un roman balzacian construit în epoca realismului socialist și publicat în 1953, în care autorul nu face nicio concesie stilului proletcultist ci construiește un roman de idei, cu intelectuali. Titlul romanului este dat de arhitectul Ioanide, un idealist care speră că intelectualii vor prelua puterea politică și vor conduce România de mîine.

### Scrinul negru
În anul 1957 scriitorul cumpără de la un talcioc bucureștean un scrin de culoare neagră. În interiorul lui va descoperi arhiva unei familii, cea care îi va inspira personajele din romanul său. În vara anului 1954 începe să lucreze intens la redactarea sa, în paralel lucra și la definitivarea monografiilor consacrate scriitorilor Nicolae Filimon și Grigore Alexandrescu. De fapt personajele din romanul Scrinul negru sunt foarte asemănătoare celor din romanul precedent, Bietul Ioanide, doar că au intrat într-o fază nouă a evoluției lor istorice. Romanul prezintă de fapt soarta aristocrației românești de sânge și a marii burghezii în era proletară.

## Studii de literatură comparată

### Impresii asupra literaturii spaniole
În prefața cărții autorul își anunță cititorii că nu scrie o istorie a literaturii spaniole ci își publică propriile considerații sub forma unor eseuri. Studiul se deschide cu un celebru articol, Clasicism, romantism, baroc și analizează motive celebre ale literaturii spaniole, curente literare(picarescul), sau opere fundamentale care îi drept autori pe Miguel de Cervantes, Baltasar Gracian, sau Calderon de la Barca, se ocupă de misticii spanioli sau de literatura mariologică, de geneza poemului El Cid, de mitul lui Don Juan în literatura spaniolă, ajungând până la poezia modernă. Volumul a apărut la Editura pentru Literatură Universală în anul 1965.

## Studii de folclor

### Estetica basmului
Estetica basmului reprezintă un studiu despre basme, publicat inițial în revista Studii și cercetări de istorie literară și folclor, editată chiar de Institutul condus de G.Călinescu, mai precis în numerele 3-4 din 1957 și 1-2 din 1958. Studiul care trece în revistă stereotipiile basmelor, este influențat de un alt studiu de naratologie, Morfologia basmului, scris de folcloristul rus Vladimir Propp. Criticul va inventaria motivele și procedeele narative, cele mai mici cărămizi din compoziția basmelor, atît din literatura populară cît și din cea cultă, atît din literatura română cît și cele din literatura universală. Studiul va fi reluat în volum în anul 1965.

## Dramaturgul

### Șun, mit mongol sau Calea neturburată
(1940) 

### Ludovic al XIX-lea
(1964)

## Eseistul

### Cronica mizantropului
Pe data de 12 februarie 1933 criticul a inaugurat în revista Adevărul literar și artistic rubrica Cronica mizantropului, cea care va da titlul cărții de eseuri publicată ceva mai tîrziu.

### Cronica optimistului
Începînd cu anul 1956 reintră în viața literarã printr-o rubrică permanentă (Cronica optimistului) ținută în săptămînalul cultural Contemporanul. Schimbarea titlului, de la mizantropie la optimism se datora faptului că noul regim comunist nu tolera mizantropia și prefera atitudinile optimiste.